# فرض زائف

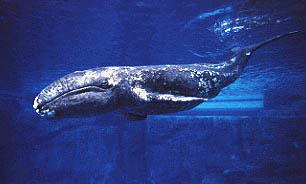

الفَرَض الزائِف، أو التعليل الخاطئ هي إحدى صور المُغالطات المنطقية، والتي تنشأ عِند الاستناد إلى علاقة غير مؤكدة مِن أجل بناء تفسير ليبدو مستقراً. وتتخذ هذه المغالطة أشكالاً عِدة ويمكن أن تكون جزئاً من مغالطات منطقية أخرى، لكن أهم ما يميزها هو التسلسل الذي يكون في إحدى حلقاته فاقداً للتثبت والقياس الصحيح، ولكنها تستمد حجيتها من اتساقها الداخلي وعلاقتها الرابطة.
أمثلة:
 نص مائل
مثال 1
- لو كانت السماء غائمة، فإنها ستمطر (فرض أساسي)
- دعنا نفترض ان السماء غائمة الآن (فرض قياسي)
- إذن فإنها ستمطر (نتيجة)

مثال 2
- لو كانت الشوارع مبللة فإنها قد أمطرت (فرض أساسي)
- دعنا نفترض ان الشوارع مبللة (فرض قياسي)
- إذن فقد أمطرت (نتيجة)

كغيره من المغالطات، فإن الفرض الزائف قد يكون صحيحاً في بعض الأحيان، مثلاً في حالة أن السماء قد أمطرت فعلاً في المثال السابق فإن النتيجة تكون صحيحة، لكن هذا الفرض لا يكون مبنياً على أساس قياسي صحيح وبالتالي فإنه قد يساء إستخدمها ويصل إلى نتائج أخرى زائفة تماماً وغير صحيحة.